# Молочай польовий
Молоча́й польови́й (Euphorbia agraria) — трав'яниста рослина родини молочайних, поширена в Європі й Західній Азії.

## Опис
Багаторічна рослина 15–60 см завдовжки. Рослина гола або коротко-пухнаста (вегетативні пагони). Листки з більш-менш розширеною серцеподібною основою, трикутні, яйцеподібні й довгасті, з зазубреним хрящовим краєм.

## Поширення
Поширений у Європі (Норвегія, схід, південний схід і центр), Туреччині, Закавказзі.
В Україні вид зростає у степах на сухих і кам'янистих схилах, у чагарниках, на полях і вздовж доріг — у пд.-зх. ч. Лісостепу, Донецькому Лісостепу, на півдні Степу і в Криму.